# NASA總部
瑪麗·W·傑克遜NASA總部（Mary W. Jackson NASA Headquarters）是美國華盛頓哥倫比亞特區的一座低層辦公樓，也是NASA的辦公總部。2021年6月26日，這座建築舉行了更名儀式。

## 外部連結
- Google Street View of building
- NASA’s Mission 的存檔，存档日期April 1, 2012，.
- NASA headquarters library （页面存档备份，存于）
- NASA History Program Office （页面存档备份，存于）